# Castillo de Verdú

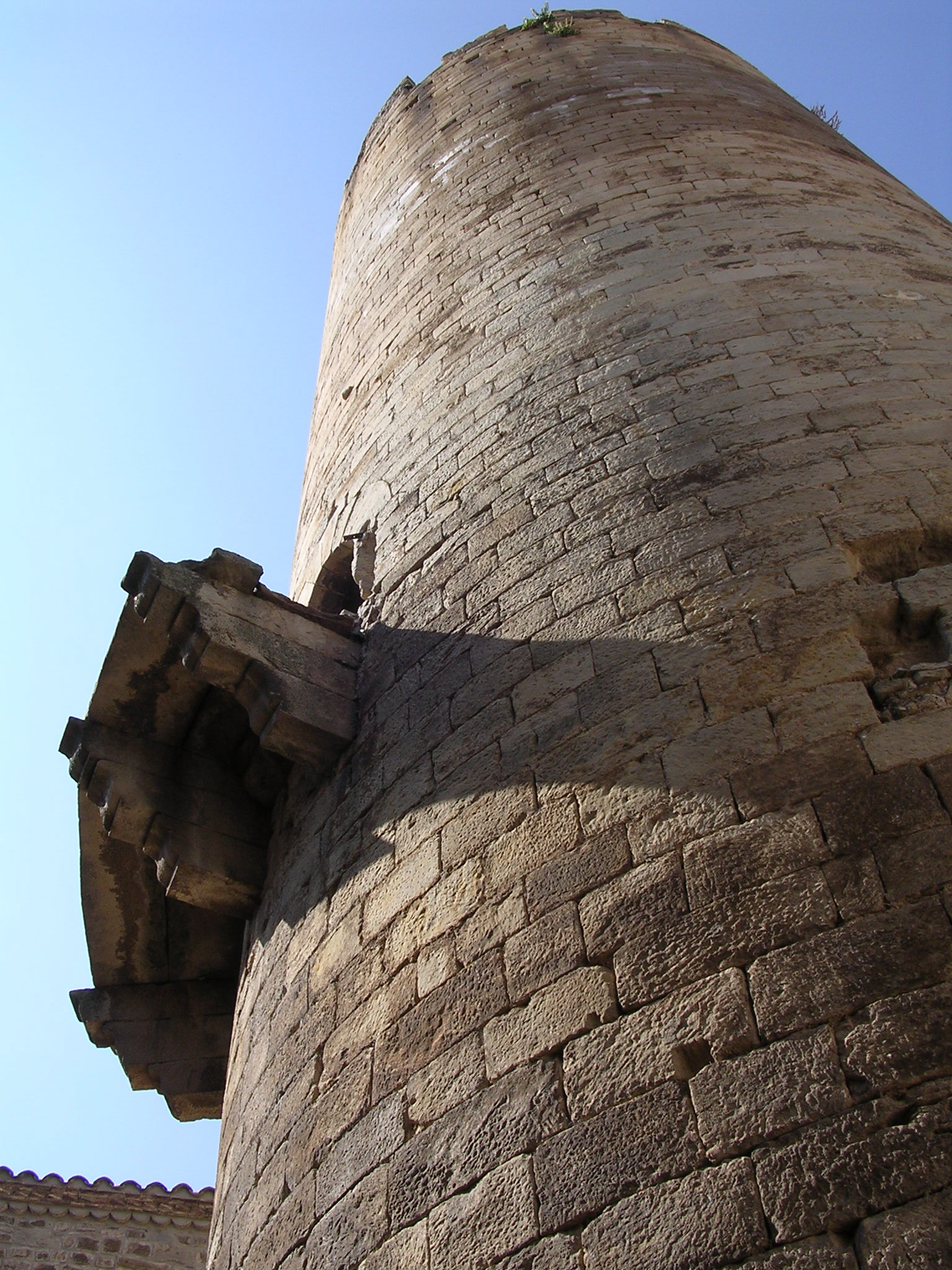
Torre del homenaje del castillo de Verdú.

El Castillo de Verdú es uno de los edificios más emblemáticos de la villa y fue a su alrededor donde se empezaron a levantar las calles y plazas que ahora forman el pueblo de Verdú en la provincia de Lérida.

## Historia
El año 1055 estos territorios fueron conquistados por Ramón Berenguer I, y en 1072 pasaron a la familia de Arnau Company. Durante doscientos años estuvieron en manos de Arnau. Hasta que el año 1184 Berenguela de Cervera concedió a los habitantes de Verdú el privilegio de construir el pueblo alrededor del castillo, que hasta entonces había sido situado alrededor del río Cercavins, afluente del río Ondara.
En el año 1227 el castillo pasó a manos de Poblet. Después de que Guillermo III de Cervera lo empeñó en Poblet para una cruzada a Tierra Santa y lo perdiera. La Baronia de Poblet fue la propietaria hasta el año 1835 con la desamortización de Mendizábal.
Convirtió la antigua fortaleza en residencia-palacio construyendo la parte más monumental que aún lo forma actualmente. - Una bodega de grandes proporciones, Sala Inferior - La Sala Intermedia, destinada a almacén y donde estaban los establos. - La Sala Noble, conocida con el nombre de la sala del Abad Copons, hecha en el siglo XIV. Con la desamortización, el castillo se divide en diferentes partes.
En el año 1916 se realizaron actuaciones de refuerzo en la parte más importante y noble del castillo, en la sala gótica. Esta zona fue comprada por el Patronato de San Pedro Claver, y se convierte en Centro Cultural, Religioso y también Sindicato Agrícola de Verdú. En 1919 es César Martinell quien realiza una reforma en el castillo, con la construcción de accesos a la bóveda subterránea del molino e instalación de nuevos molinos en la nave del sótano.
En 1988 el Ayuntamiento de Verdú compra parte del castillo y realiza diversos trabajos y obras de mantenimiento y rehabilitación en la Torre del homenaje.
Actualmente se ha terminado la segunda fase de obras consistentes en la reforma estructural del castillo, desde los cimientos hasta los tejados y ya se ha invertido desde 2005 hasta ahora aproximadamente un millón de euros.

## Recuperación del castillo
La Generalidad de Cataluña, mediante el programa del 1% cultural, ha impulsado diversas fases de obras de rehabilitación y refuerzo de la estructura del castillo que ya han terminado y han permitido volver a abrir al público un conjunto patrimonial de gran importancia turística e histórica para la provincia de Lérida.
El castillo de Verdú es una fortificación del siglo XI que constituyó el origen de la villa. Después de la función defensiva durante los primeros tiempos de la conquista, se convirtió en la residencia de los abades del monasterio de Poblet que se alojaban en el municipio. La fortaleza, que conserva elementos románicos, góticos y renacentistas, se fue degradando con el tiempo y el Ayuntamiento de Verdú la adquirió en 1988. La Generalidad, a través del Incasòl, inició las obras de restauración años después.

### Obras de consolidación
Los trabajos, ejecutados por Incasòl con un coste total de más de un millón de euros, han permitido frenar la degradación del edificio y consolidar la estructura de la fortificación, de la «Torre Vella» y de las diferentes fachadas del inmueble . La segunda fase de las obras, que se inició en el año 2006 y ha finalizado este mes, ha permitido que una parte del castillo se reabriera al público el pasado día 5 de junio. Esta segunda etapa ha supuesto una inversión de 939.142 euros y ha permitido, entre otros, finalizar la consolidación estructural del cuerpo principal de las naves góticas, de la sala Abat Copons y de las naves de la antigua capilla de la parte noreste. Igualmente, se han derribado las partes más precarias del edificio, se ha desmontado y vuelto a montar la fachada de la galería neoclásica, se han sustituido forjados interiores, se ha rehecho la cubierta y se han construido dos arcos interiores de la sala gótica con piedra natural.
Finalmente, las obras han servido para consolidar los elementos estructurales y rehacer la cubierta de la «Torre Vella», reparar la fachada este de la sala gótica y recuperar las ventanas góticas de la sala Abat Copons.
De esta manera, se ha dado un impulso definitivo a una primera fase de trabajos de recuperación del conjunto militar, que tuvo un presupuesto de 126.354 euros y durante la cual se reforzó una parte de los cimientos del edificio, consolidando así la estructura de los arcos góticos de las salas principales y apuntalando la galería renacentista.